# 昂普利耶
昂普利耶（法語：Amplier，法語發音：[ɑ̃plije]）是法国上法蘭西大區加来海峡省的一个市镇，属于阿拉斯区。

## 地理
昂普利耶（50°8'15"N, 2°23'59"E）面积8.71 平方千米，位于法国上法蘭西大區加来海峡省，该省份为法国北部沿海省份，西北濒北海，南至索姆省，东临北部省。
与昂普利耶接壤的市镇（或旧市镇、城区）包括：格鲁什-吕许埃勒、奥维尔、欧蒂约勒、杜朗、泰拉梅尼勒、阿卢瓦。

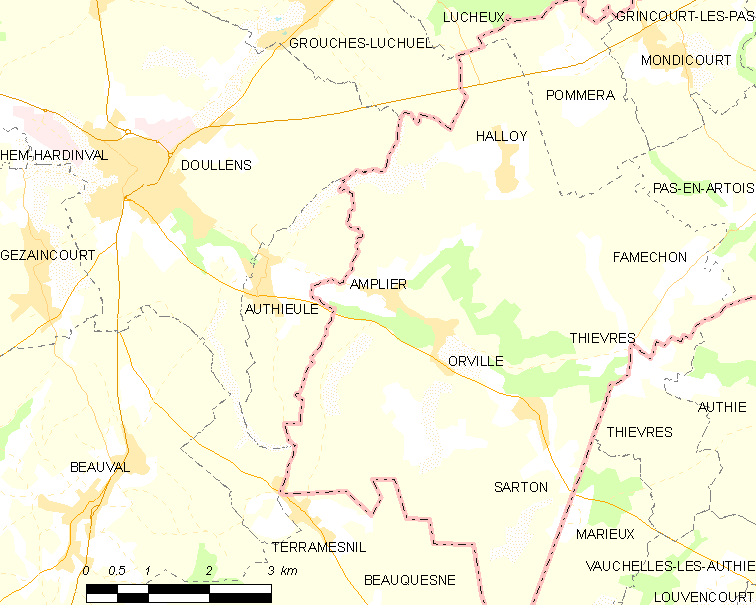
昂普利耶的OSM定位图

昂普利耶的时区为UTC+01:00、UTC+02:00（夏令时）。

## 行政
昂普利耶的邮政编码为62760，INSEE市镇编码为62030。

## 政治
昂普利耶所属的省级选区为阿韦讷勒孔特县。

## 人口

1962-2008年间昂普利耶人口变化图示

昂普利耶于2022年1月1日时的人口数量为303人。